# Maison de verre
Maison de verre (česky Skleněný dům) je obytný dům v Paříži. Dům v soukromém vlastnictví se nachází na adrese Rue Saint-Guillaume č. 31 v 7. obvodu. Stavba je od roku 1982 chráněná jako historická památka.

## Architektura
Dům vyprojektovali architekti Francouz Pierre Chareau (1883–1950) a Holanďan Bernard Bijvoet (1889–1979) pro gynekologa doktora Jeana Dalsaceho jako obytný dům s ordinací. Výstavba trvala od roku 1928 do 1931. Stavba se skládá ze tří pater, které zabírají celkovou zastavěnou plochu. Fasáda vedoucí do dvora je plně prosklená, tvoří ji kovová konstrukce vyplněná skleněnými dlaždicemi. Skleněné plochy jsou někdy přerušovány betonem a vytvářejí vzor s japonskými vlivy. Pokoje jsou odděleny dřevěnými nebo kovovými vestavěnými skříněmi. Konstrukce tvořená ocelovými nosníky spolu s kanalizačními trubkami a rozvody jsou viditelné a podílí se tak na architektonickém vzhledu jako dekorativní prvky. Prostory jsou odděleny také skleněnými deskami.